# Aceton cianohidrin
Aceton cianohidrin (formula: CH3C(OH)CNCH3) je brezbarvna strupena vnetljiva tekočina s karakterističnim vonjem po grenkih mandljih.
Snov se lahko absorbira v telo z vdihavanjem, prek kože in z zaužitjem. Hlapi in tekočina povzročijo hude poškodbe oči. Zastrupitev je možna zaradi vdihavanja hlapov in resorpcije skozi kožo.
Snov hitro razpade z ogrevanjem ali ob stiku s podlago ali vodo, pri čemer tvori zelo strupen in vnetljiv vodikov cianid ter aceton. Burno reagira s kislinami in oksidanti, ki povzročajo nevarnost požara in eksplozije.